# Dekeidoryxis
Dekeidoryxis is een geslacht van vlinders uit de familie mineermotten (Gracillariidae).
Het geslacht omvat volgende soorten:
- Dekeidoryxis asynacta (Meyrick, 1918)
- Dekeidoryxis khooi Kumata, 1989
- Dekeidoryxis maesae Kumata, 1989